# جمعية شباب أنترانيك
جمعية شباب أنترانيك (AYA) أو أنترانيك، هو نادي رياضي وثقافي لبناني أرمني متعدد الرياضات، يقع مقره في أنطلياس، قضاء المتن، لبنان. تأسس في بيروت، عام 1931، ويتكون من أقسام رياضية مختلفة، بما في ذلك كرة السلة وكرة القدم وركوب الدراجات والتنس والتايكوندو والشطرنج وكرة الطاولة وألعاب القوى.
سميت على اسم القائد العسكري الأرمني أنترانيك أوزانيان، أنترانيك هو القسم اللبناني من جمعية الشباب الأرمني، البرنامج الرياضي والثقافي والشبابي التابع للاتحاد الخيري الأرمني (AGBU). لدى أنترانيك فروع في بيروت وأنطلياس وزحلة وسن الفيل وبرج حمود.

## كرة سلة
تأسس فريق أنترانيك لكرة السلة للرجال عام 1987، وشارك مرات في الدوري اللبناني لكرة السلة. وفاز الفريق النسائي بالدوري 10 مرات متتالية، بين عامي 2002 و2012، كما توج بطلاً للبطولة العربية للأندية النسائية لكرة السلة مرتين.

## كرة القدم
شكل أنترانيك فريقاً لكرة القدم خاص به في عام 1931؛ وكان أحد الأعضاء المؤسسين للاتحاد اللبناني لكرة القدم عام 1933، شارك الفريق الأول في الدوري اللبناني الممتاز خلال ثلاثينيات وأربعينيات القرن العشرين، بينما لعب فريقهم الرديف في دوري الدرجة الثانية، وفاز به في 1940-1941.

## نشاطات أخرى
يدير الفرع اللبناني لأنترانيك أيضًا العديد من الأنشطة الثقافية بما في ذلك مجموعته المسرحية الخاصة، فرقة فهرام بابازيان، التي سميت على اسم الممثل الأرمني فهرام بابازيان. ولهم برنامج للكشافة.

## روابط خارجية
- الموقع الرسمي